# 古川真人
古川 真人（ふるかわ まこと、1988年7月29日  - ）は、福岡県福岡市出身、神奈川県横浜市在住の小説家。

## 略歴
第一薬科大学付属高等学校卒業、國學院大學文学部中退。
2016年、「縫わんばならん」で第48回新潮新人賞を受賞し、同作で第156回芥川龍之介賞候補。2017年、「四時過ぎの船」で第157回芥川龍之介賞候補。2018年、『四時過ぎの船』で第31回三島由紀夫賞候補。2019年、「ラッコの家」で第161回芥川龍之介賞候補。2020年、「背高泡立草」で第162回芥川龍之介賞受賞。

## 作風
母親が長崎県平戸市の的山大島出身ということもあり、作品中では同島の方言である大島弁の会話が頻出している。

## 作品

### 単行本
- 『縫わんばならん』（新潮社、2017年1月、ISBN 978-4103507413）
  - 初出:『新潮』2016年11月号
- 『四時過ぎの船』（新潮社、2017年7月、ISBN 978-4103507420）
  - 初出:『新潮』2017年6月号
- 『ラッコの家』（文藝春秋、2019年7月、ISBN 978-4163910864）
  - 「ラッコの家」 - 『文學界』2019年1月号
  - 「窓」 - 『新潮』2018年7月号
- 『背高泡立草』（集英社、2020年1月、ISBN 978-4087717105 / 集英社文庫、2023年3月、ISBN 978-4087444964）
  - 「背高泡立草」 - 『すばる』2019年10月号
  - 「即日帰郷」（文庫版のみ） - 書き下ろし
- 『ギフトライフ』（新潮社、2023年3月、ISBN 978-4103507437）
  - 初出:『新潮』2022年7月号
- 『港たち』（集英社、2025年1月、ISBN 978-4087718898）
  - 「港たち」 - 『すばる』2023年7月号
  - 「シャンシャンパナ案内」 - 『すばる』2023年12月号
  - 「明け暮れの顔」 - 『すばる』2022年4月号
  - 「鳶」 - 『すばる』2024年2月号
  - 「間違えてばかり」 - 『すばる』2024年7月号

### アンソロジー収録
- 「タイマイ異聞」 - 『文学2020』（日本文藝家協会編、講談社、2020年5月）
  - 初出:『新潮』2019年7月号
- 「あぶない、落ちるぞ！」 - 『ベスト・エッセイ2023』（日本文藝家協会編、光村図書出版、2023年6月）
  - 初出:『文學界』2022年1月号

### 単行本未収録作品

#### 小説
- 「生活は座らない」 - 『群像』2020年3月号
- 「宿酔島日記」 - 『文學界』2020年7月号
- 「揚子江の大きなヒラメ」 - 『文學界』2021年2月号
- 「おさななじみ」 - 『新潮』2023年1月号
- 「フィードバック」 - 『新潮』2023年2月号
- 「昇り降り」 - 『新潮』2024年6月号
- 「風呂の順番」 - 『文學界』2024年7月号
- 「夜と踵」 - 『新潮』2025年3月号
- 「どうせ焼肉――九州男尊女卑考」 - 『文學界』2025年3月号
- 「豚の泳ぐ日」 - 『すばる』2025年9月号
- 「近づくと遠ざかる船」 - 『文學界』2025年9月号

#### エッセイ・書評・その他
- 「『正解』とは違う場所」 - 『すばる』2017年7月号
- 「時代の声変わり」（橋本治『草薙の剣』書評） - 『すばる』2018年6月号
- 「紙片から顔を上げて」 - 『文學界』2020年3月号
- 「長崎三冊」 - 『群像』2018年4月号
- 「こんなことしてていいのか日記」 - 『すばる』2020年7月号 - 9月号
- 「接種の感想 久栖博季さんのデビュー作に託けて」 - 『新潮』2022年2月号
- 「背（）を照らす」（宇佐見りん『くるまの娘』書評） - 『新潮』2022年7月号
- 「読書日録」 - 『すばる』2023年1月号 - 3月号
- 「支配の核を射抜く目」（中西智佐乃『狭間の者たちへ』書評）[10] - 『波』2023年7月号
- 「生と死の不可解を探る」（小池水音『息』書評） - 『新潮』2023年8月号
- 「テロと戦時下の2022-2023日記リレー」八月二十六日（金） - 九月一日（木） - 『新潮』2023年9月号
- 「私の書棚の現在地」（書評連載）
  - 「忘却と記憶」（小山田浩子『かえるはかえる パイプの中のかえる2』） - 『新潮』2024年2月号
  - 「感情は統制できたか」（柏木新『戦争と演芸――“笑い”は嫌われ、“泣き”も止められ』） - 『新潮』2024年5月号
  - 「声の翻訳」（レイチェル・カーソン、森田真生『センス・オブ・ワンダー』） - 『新潮』2024年9月号
  - 「一切は台所に向かう」（エマヌエーレ・コッチャ『家の哲学 家空間と幸福』） - 『新潮』2024年12月号
  - 「あくまでも生のために」（三浦耕吉郎『自然死（老衰）で逝くということ――グループホーム「わたしの家」で父を看取る』） - 『新潮』2025年3月号
  - 「文字と杖」（毎日新聞社点字毎日編集部編『点字新聞が伝えた視覚障害者の100年 自立・社会参加・文化の近現代史』） - 『新潮』2025年6月号
  - 「ただ声だけが残った」（神田三亀男編『原爆に夫を奪われて一ー広島の農婦たちのと証言』） - 『新潮』2025年9月号
- 「生活の泳ぎ方」（三浦哲哉『自炊者になるための26週』書評） - 『新潮』2024年3月号
- 「身体を記す 兄とおれの腕のあいだ」 - 『文學界』2024年12月号
- 「覗きこんで、飛びこむ」（久栖博季『ウミガメを砕く』書評） - 『新潮』2025年1月号